# عمود نيلسون
عمود نيلسون هو نصب تذكاري يقع في ميدان الطرف الأغر في مدينة وستمنستر، وسط لندن، بني لإحياء ذكرى انتصار نائب الأدميرال هوراشيو نيلسون الحاسم في معركة الطرف الأغر على القوات البحرية الفرنسية والإسبانية المشتركة، والتي قُتل خلالها برصاص قناص فرنسي. تم بناء النصب التذكاري بين عامي 1840 و1843 وفقًا لتصميم ويليام رايلتون بتكلفة 47.000 جنيه إسترليني. وهو عمود من الطراز الكورنثي  مبني من جرانيت دارتمور. نٌحت على رأسه تمثال نيلسون من الحجر الرملي بواسطة النحات إدوارد هودجز بيلي. في عام 1867 أُضيفت أربعة أسود برونزية حول قاعدة العمود، والتي صممها السير إدوين لاندسير.
تم تزيين القاعدة بأربعة ألواح بارزة من البرونز، كل منها بمساحة 18 قدمًا (5.5 مترًا) مربعًا، وهي مصنوعة من المدافع الفرنسية التي تم الاستيلاء عليها. وتصور معركة رأس سانت فنسنت، ومعركة النيل، ومعركة كوبنهاجن، وموت نيلسون في ترافالغار. وكان النحاتون هم مسجريف واتسون وويليام ف. وودينجتون وجون تيرنوث وجون إدوارد كارو، على التوالي. القمة المزخرفة التي يقف عليها نيلسون من تصميم تشارلز هاريوت سميث.
جُدد العمود في عام 2006 بتكلفة 420.000 جنيه إسترليني (ما يعادل 767.579 جنيهًا إسترلينيًا في عام 2023)، وفي ذلك الوقت تم مسحه ووجد أنه أقصر بمقدار 14 قدمًا و 6 بوصات (4.42 مترًا) مما كان يُفترض سابقًا. يبلغ ارتفاع النصب التذكاري بالكامل 169 قدمًا و3 بوصات (51.59 مترًا) من أسفل القاعدة إلى أعلى قبعة نيلسون.

## البناء والتاريخ

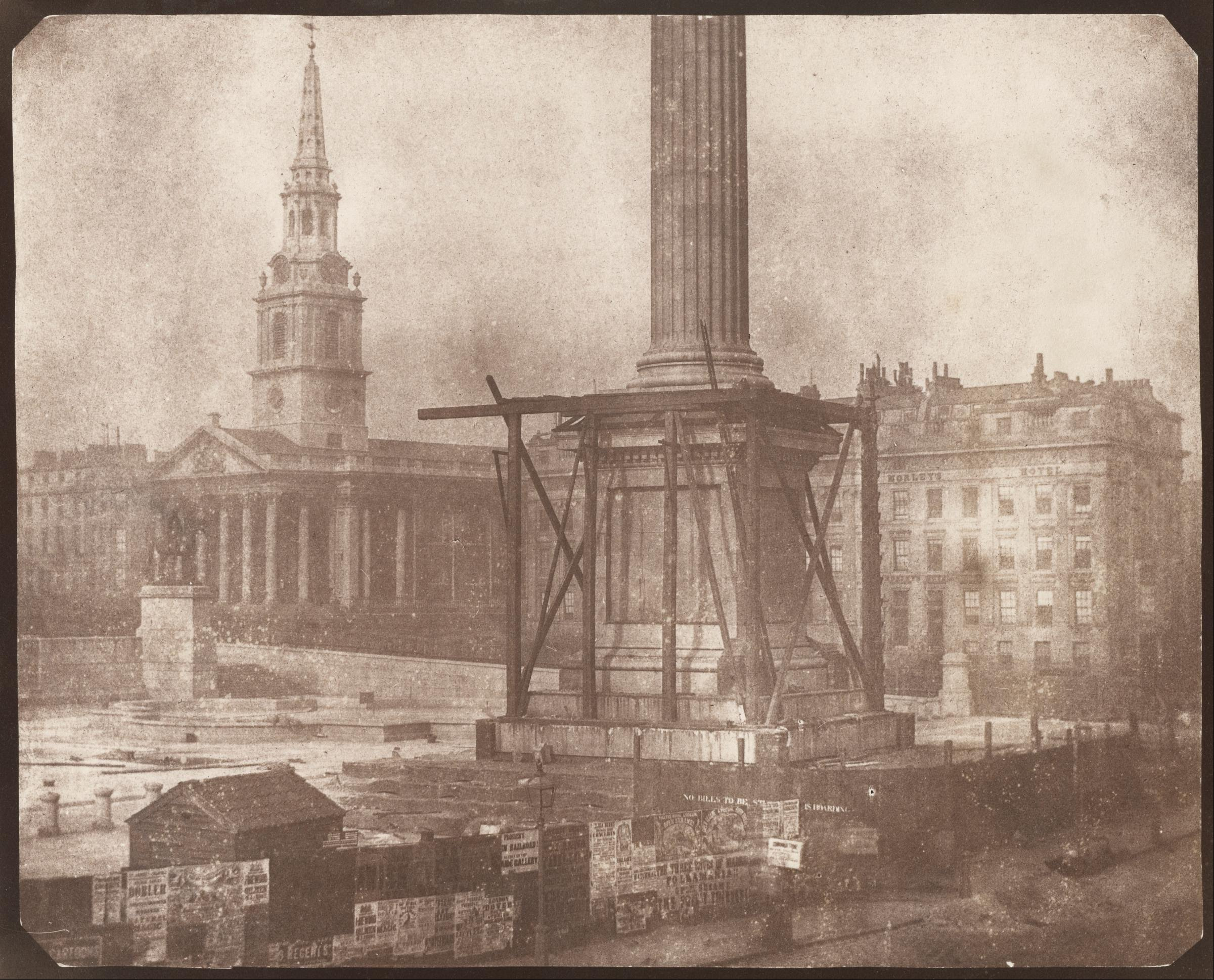
العمود قيد الإنشاء، 1843. وليام هنري فوكس تالبوت

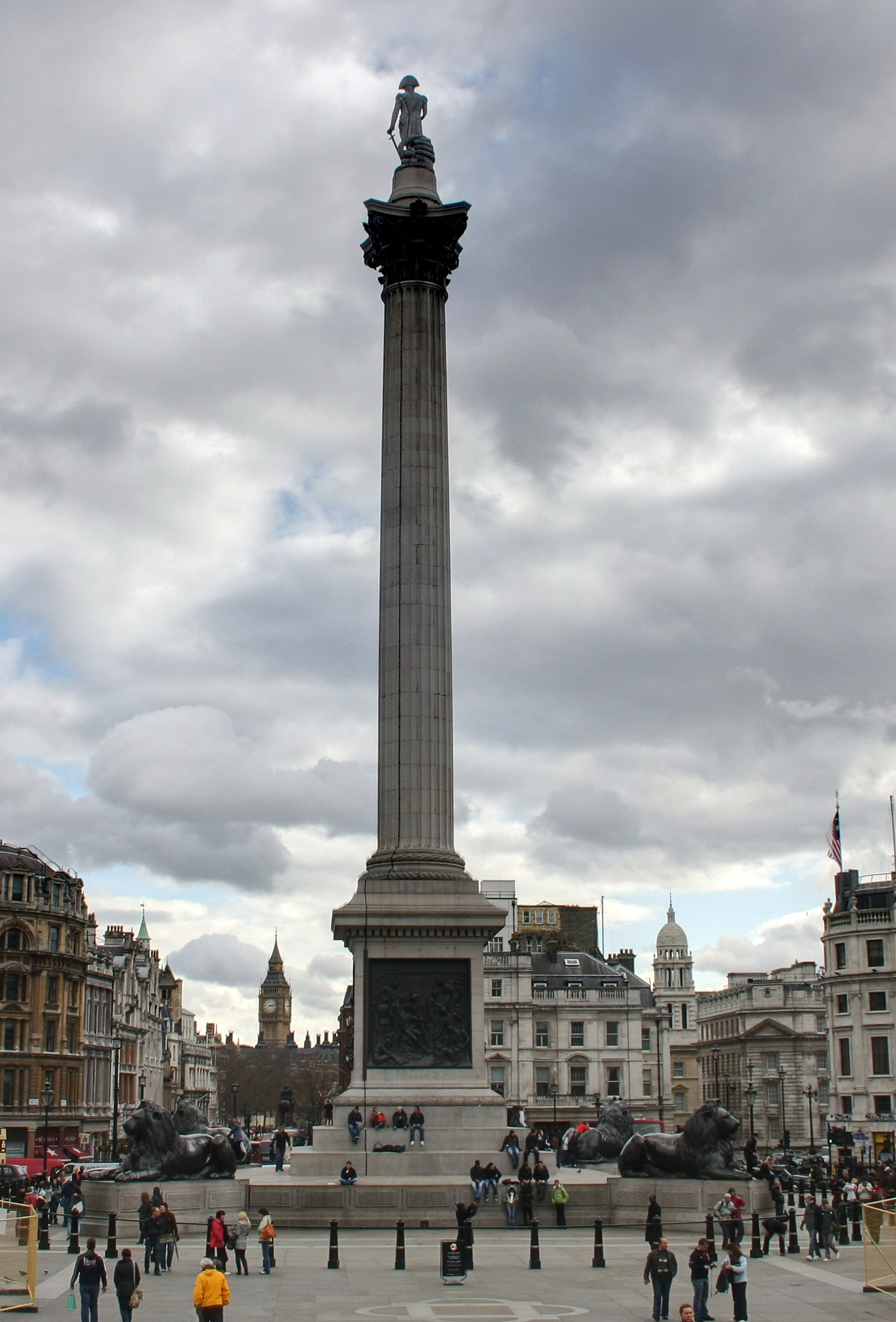
العمود مطل جنوبًا نحو وايت هول وقصر وستمنستر ودير وستمنستر

في فبراير/شباط 1838، شكلت مجموعة مكونة من 121 من النبلاء وأعضاء البرلمان وغيرهم من النبلاء لجنة لبناء نصب تذكاري للورد نيلسون، بتمويل من الاكتتاب العام، ووافقت الحكومة على توفير موقع في ميدان الطرف الأغر، أمام المعرض الوطني المكتمل حديثًا. تم عقد مسابقة للتصاميم بميزانية تقديرية تتراوح بين 20 ألفًا و30 ألف جنيه إسترليني. وكان الموعد النهائي لتقديم المساهمات هو 31 يناير 1839.
وكان التصميم الفائز، الذي اختارته اللجنة الفرعية برئاسة دوق ويلينغتون، عبارة عن تصميم لويليام رايلتون لعمود كورنثي، يعلوه تمثال لنيلسون، ويحيط به أربعة أسود منحوتة. كانت هناك مجموعات من الخطوات تؤدي بين الأسود إلى قاعدة العمود. كما قدم العديد من المشاركين الآخرين مخططات للأعمدة. فاز بالجائزة الثانية إدوارد هودجز بيلي الذي اقترح مسلة محاطة بالمنحوتات.
وأدى انتقاد تنظيم المسابقة إلى إعادتها مرة أخرى. قدم رايلتون تصميمًا منقحًا قليلاً، وفاز مرة أخرى، بشرط أن يكون تمثال نيلسون من صنع بيلي. كانت الخطة الأصلية لعمود يبلغ ارتفاعه 203 قدم (62 م)، بما في ذلك القاعدة والتمثال، ولكن تم تخفيضه إلى 170 قدم (52 م) بعمود يبلغ طوله 98 قدم (30 م) بسبب المخاوف بشأن الاستقرار. كان من المقرر أن تكون القاعدة من الجرانيت والعمود من الحجر الرملي، ولكن قبل بدء البناء تقرر أن يكون العمود أيضًا من الجرانيت.
بدأت أعمال الحفر لأساسات الطوب بحلول شهر يوليو من عام 1840. في 30 سبتمبر 1840، وضع تشارلز دافيسون سكوت، السكرتير الفخري للجنة (وابن سكرتير نيلسون، جون سكوت)، الحجر الأول للعمود. كان بناء النصب التذكاري، على يد المقاولين جريسيل وبيتو، يتقدم ببطء، ولم يتم الانتهاء من أعمال الحجر، الجاهزة لتركيب التمثال، حتى نوفمبر 1843.
في عام 1844، نفدت أموال لجنة نيلسون التذكارية، حيث لم تجمع سوى 20.485 جنيهًا إسترلينيًا في اشتراكات عامة، وتولت الحكومة، في صورة مكتب الغابات، المشروع.
ولم يبدأ تركيب النقوش البرونزية على القاعدة حتى أواخر عام 1849، عندما تم وضع تصوير جون إدوارد كارو لوفاة نيلسون على الجانب المواجه لوايت هول. تبع ذلك في وقت مبكر من العام التالي لوحة ويليام ف. وودنجتون للجانب الآخر من معركة النيل. تم صب تمثال كاريو البارز بواسطة آدمز وكريستي وشركاه من روثرهيث. وتم اختيار الثلاثة الآخرين من قبل مور، فريسانج، ومور. كانت آخر قطعة تم صنعها هي معركة رأس سانت فنسنت، والتي أصبحت موضوعًا لإجراء قانوني، عندما تم اكتشاف أن البرونز قد تم غشه بالحديد. تم سجن الشركاء في الشركة بتهمة الاحتيال. ووضع النقش أخيرًا في مايو 1854.

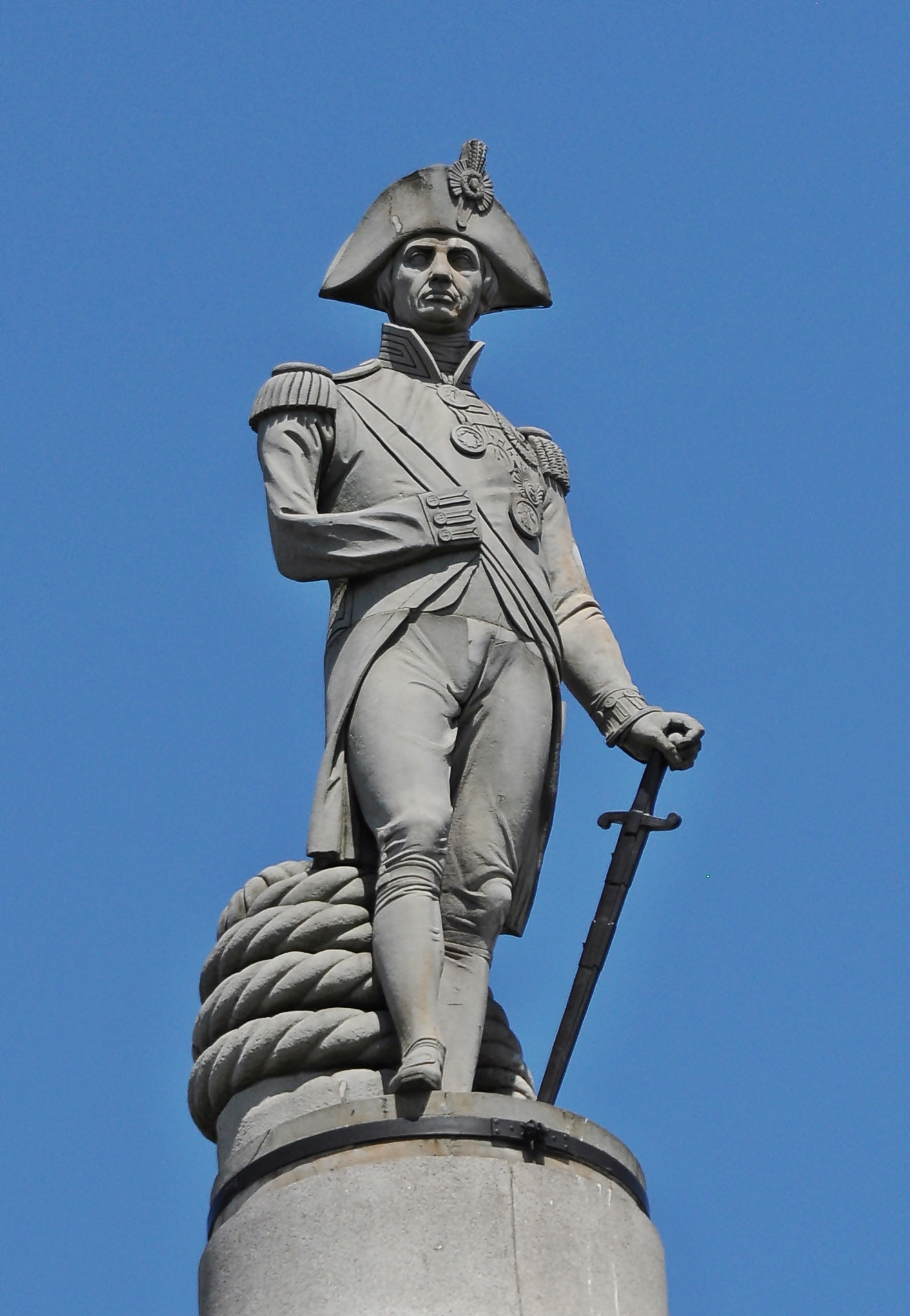
التمثال من الحجر الرملي من تصميم إدوارد هودجز بيلي

نُحت التمثال الذي يبلغ ارتفاعه 5.5 مترًا (18 قدمًا وبوصة واحدة) بواسطة إدوارد هودجز بيلي من ثلاث قطع من الحجر الرملي كريجليث التي تبرع بها والتر مونتاجو دوجلاس سكوت، دوق بوكليوش الخامس، الرئيس السابق للجنة نيلسون التذكارية، من محاجره الخاصة.
يقف التمثال على عمود مزخرف من كتل صلبة من الجرانيت من محاجر فوجينتور في دارتمور. تتكون القمة الكورنثية من عناصر برونزية مصبوبة من مدفع تم إنقاذه من حطام سفينة إتش إم إس رويال جورج  في مصنع ترسانة وولويتش. تزن بعض القطع البرونزية، ما يصل إلى 900 رطل (410 كـغ). تم تثبيت كتل من الحجر على العمود بواسطة ثلاثة أحزمة كبيرة من المعدن موضوعة في أخاديد في الحجر.
وكان للعمود أيضًا أهمية رمزية بالنسبة لأدولف هتلر. لو نجحت خطة هتلر لغزو بريطانيا، عملية أسد البحر، لكان قد خطط لنقله إلى برلين.

## الأسود
لم تتم إضافة الأسود البربرية الأربعة المتطابقة  في قاعدة العمود حتى عام 1867. في مرحلة ما، كان من المفترض أن تكون مصنوعة من الجرانيت، وتم اختيار النحات جون جراهام لوف لنحتها. ومع ذلك، في عام 1846، وبعد التشاور مع رايلتون، رفض المهمة، لأنه غير راغب في العمل في ظل القيود التي فرضها المهندس المعماري.

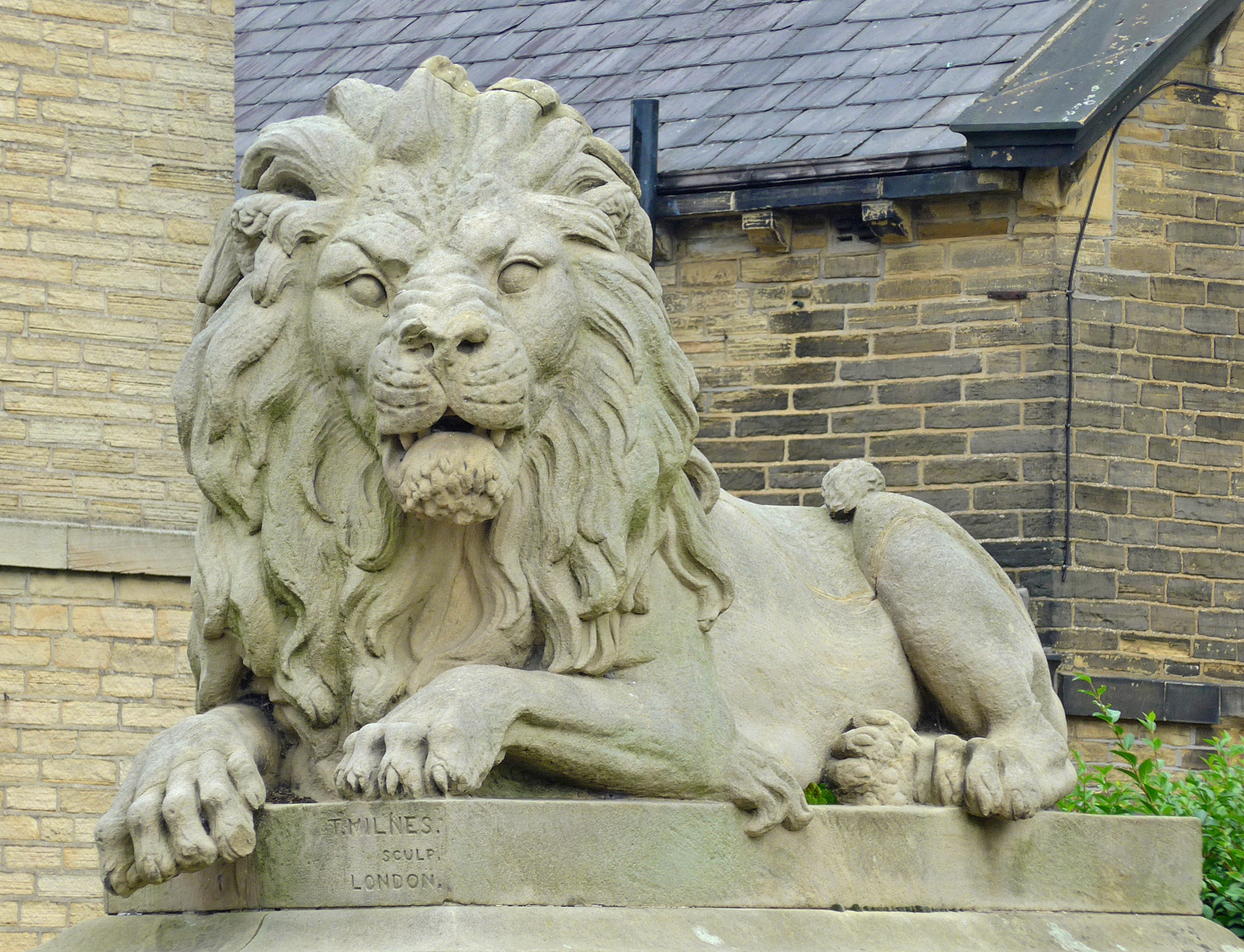
نموذج ميلنز لأسد الحرب، في قرية سالتير.

حصل توماس ميلنز على المهمة في عام 1858، وأنتج أربعة نماذج بالحجم الكامل من الحجر الرملي، كل منها مصمم بشكل فردي لتمثيل السلام والحرب واليقظة والتصميم. وقد تم رفض هذه المقترحات، وتم نقل اللجنة مرة أخرى إلى السير إدوين لاندسير. وبعد ذلك اشترى صاحب الطاحونة السير تيتوس سالت التماثيل بدلاً من ذلك لبناء مدني في وسط قرية عماله، وتم تثبيتها على قواعد في عام 1869.

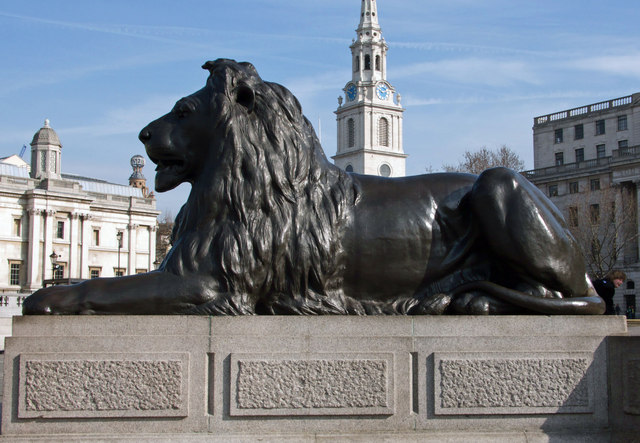
أحد الأسود الأربعة التي صممها إدوين لاندسير في القاعدة

تم تصميم المنحوتات التي تم تركيبها في النهاية من قبل السير إدوين لاندسير بالتعاون مع كارلو ماروتشيتي. كان لاندسير رسامًا مشهورًا للغاية وكان المفضل لدى الملكة فيكتوريا. ربما تأثر تصميمها بأسود مارشالكو جانوس عند كل دعامة من جسر سلسلة سيشيني في بودابست، والتي تم تركيبها قبل ست سنوات من تكليف أسود ميدان الطرف الأغر.
طلب لاندسير من تورينو قوالب لأسد حقيقي، لكنها لم تصل إلا في عام 1860. وفي الوقت نفسه، قام برسم رسومات للأسود في حديقة حيوان لندن، وفي نهاية المطاف حصل على جثة أحدها للعمل عليها. أدى التأخير في إكمال العمل إلى بدء تحلل الجثة، مما أدى إلى بعض التناقضات في الشكل. على سبيل المثال، كانت أقدام القطط مستوحاة من أقدام القطط، وكانت ظهور الأسد المنحوتة مقعرة وليست محدبة.
تم تركيب المنحوتات أخيرًا في عام 1867. حصل لاندسير على 6,000 جنيه إسترليني مقابل خدماته، وماروتشيتي على 11,000 جنيه إسترليني.
في عام 2011، أفاد مستشارو هيئة لندن الكبرى أن السياح الذين يتسلقون ظهور الأسود تسببوا في أضرار جسيمة وأوصوا بمنع السياح من تسلقها.

## تجديد
تم تجديد العمود وتنظيفه بالرمل في عام 1968.
تم تجديد العمود في عام 2006، وخلال هذه الفترة تم تركيب سقالة من الأعلى إلى الأسفل لتسهيل الوصول إليه. تم استخدام التنظيف بالبخار، إلى جانب المواد الكاشطة اللطيفة، من أجل تقليل أي تأثير ضار على البرونز والحجر. تم تغطية تكلفة المشروع البالغة 420 ألف جنيه إسترليني من قبل شركة زيورخ للخدمات المالية، والتي أعلنت على السقالة طوال مدة العمل. قبل بدء الترميم، تم إجراء مسوحات بالليزر حيث وجد أن العمود كان أقصر بشكل ملحوظ من العمود الذي تم ذكره عادة 185 قدم (56.4 م). في الواقع، يبلغ قياسه 169 قدم (51.5 م) من أسفل الدرجة الأولى إلى رأس قبعة الأميرال.

## الحيل الدعائية والاحتجاجات
تسلق جون نويكس من برنامج الأطفال بلو بيتر على قناة بي بي سي العمود في عام 1977. تسلق مقدم البرامج التلفزيونية والفنان غاري ويلموت العمود في عام 1989 لبرنامج عرض الساعة السادسة لإعادة تمثيل حفل "الانتهاء من البناء" في عام 1843. مرتديًا ملابس من العصر الفيكتوري وقبعة قارب، استمتع ويلموت بشرب الشاي والسندويشات في أعلى العمود قبل النزول.
كما تم تسلق العمود في عدة مناسبات كعملية دعائية لجذب الانتباه إلى قضايا اجتماعية أو سياسية. قام إد دراموند بأول تسلق من هذا النوع في عام 1978 لصالح حركة مناهضة الفصل العنصري، مستخدمًا مانع الصواعق في طريقه. في 30 مارس 1988، تسلق جو سيمبسون وجون ستيفنسون العمود كجزء من حملة منظمة السلام الأخضر ضد الأمطار الحمضية. في 14 يونيو 1992، قام مارتن كوتيريل وجو سيمبسون وجون ستيفنسون بالنيابة عن منظمة السلام الأخضر بتسلق قمة العمةد احتجاجًا على اجتماع قمة الأرض الأول في البرازيل. في 13 أبريل 1995، تسلق سيمون نادين عمود نيلسون بحرية مع نويل كرين وجيري موفات وجوني داوس الذين تبعوه على الحبل العلوي. كان هذا احتجاجا نيابة عن منظمة البقاء الدولية لنشر محنة الإنويت الكنديين. في 13 مايو 1998، قام آل بيكر وبيتر موريس وجون كانينغهام بتسلق العمود نيابة عن منظمة السلام الأخضر للاحتجاج على نشاط قطع الأشجار القديمة في كولومبيا البريطانية. في مايو 2003، قفز لاعب القفز من القاعدة والممثل البديل غاري كونري بالمظلة من أعلى العمود، في حيلة مصممة للفت الانتباه إلى السياسات الصينية في التبت.
في ديسمبر 2015، دفعت شركة ديزني 24000 جنيه إسترليني لتغطية العمود بالأضواء ليبدو وكأنه سيف ضوئي عملاق، للترويج لفيلم حرب النجوم: القوة تنهض.
في 18 أبريل 2016، وفي الساعات الأولى من الصباح، تسلق نشطاء من منظمة السلام الأخضر العمود ووضعوا قناع تنفس على الأدميرال اللورد نيلسون احتجاجًا على مستويات تلوث الهواء.

## المعالم الأثرية الأخرى لنيلسون
كان أول نصب تذكاري مدني تم تشييده تكريماً لنيلسون هو نصب نيلسون التذكاري، وهو مسلة بارتفاع 44 متراً على جلاسكو جرين في جلاسكو، اسكتلندا، في عام 1806. وفي اسكتلندا أيضًا، وُضع حجر الأساس لبرج نيلسون في فوريس في موراي في عام 1806 واكتمل بناؤه في عام 1812؛  بينما يقع نصب نيلسون التذكاري أعلى تل كالتون في إدنبرة. في دبلن بأيرلندا، تم تشييد عمود نيلسون في عام 1808 ولكن دمره الجمهوريون في عام 1966، وفي حلبة مصارعة الثيران في برمنغهام بإنجلترا، يوجد تمثال برونزي لنيلسون من الدرجة الثانية من صنع ريتشارد ويستماكوت، ويرجع تاريخه إلى عام 1809. كما صمم ويستماكوت النصب التذكاري المتقن لنيلسون في ليفربول. في بورتسموث، تم دفع ثمن إبرة نيلسون، أعلى تل بورتسداون، من قبل طاقم إتش إم إس فيكتوري بعد العودة إلى بورتسموث. يوجد عمود يعلوه جرة مزخرفة في قلعة جرين، هيريفورد - تم التخطيط لبناء تمثال في مكان الجرة، ولكن لم يتم جمع أموال كافية. نصب بريتانيا التذكاري في جرايت يارموث بإنجلترا (1819)، عبارة عن تصميم على شكل عمود دوري يبلغ ارتفاعه 144 قدمًا.
وفي أماكن أخرى من العالم، تم تشييد عمود نيلسون في مونتريال من قبل البريطانيين والكنديين في عام 1809، وهناك أيضًا جبل نيلسون، بالقرب من إنفيرمير، كولومبيا البريطانية. كما هو الحال في لندن، نرى في العمود في مونتريال الأميرال واقفا وظهره إلى الأمواج. يوجد تمثال أقصر بكثير للورد نيلسون في ميدان الطرف الأغر، بريدج تاون، بربادوس، وهو أقدم من نظيره في لندن.

## معرض الصور

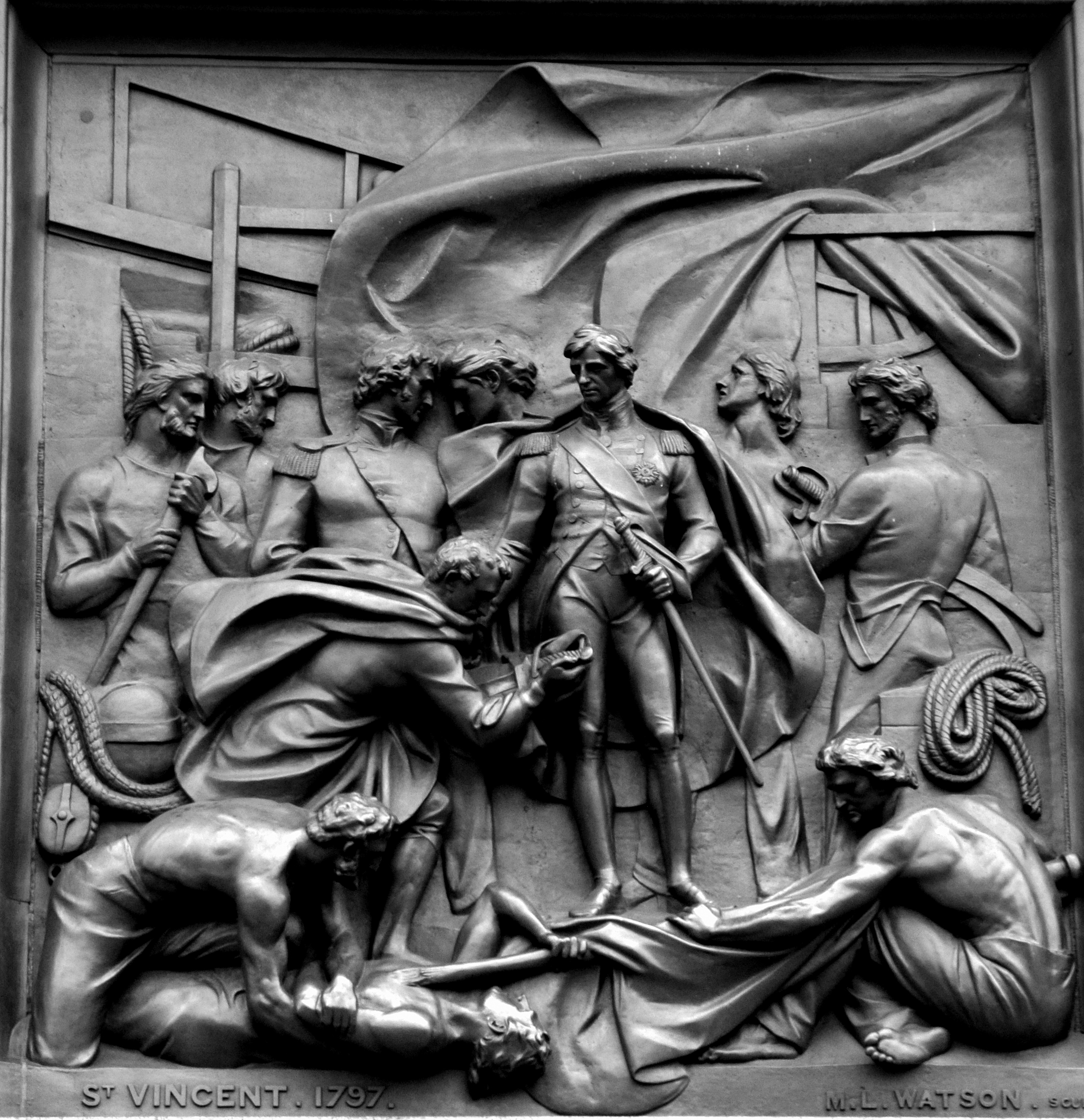
لوح معركة رأس سانت فنسنت لمسجريف واتسون وويليام ف. وودنجتون، النقش البارز على الوجه الغربي للقاعدة
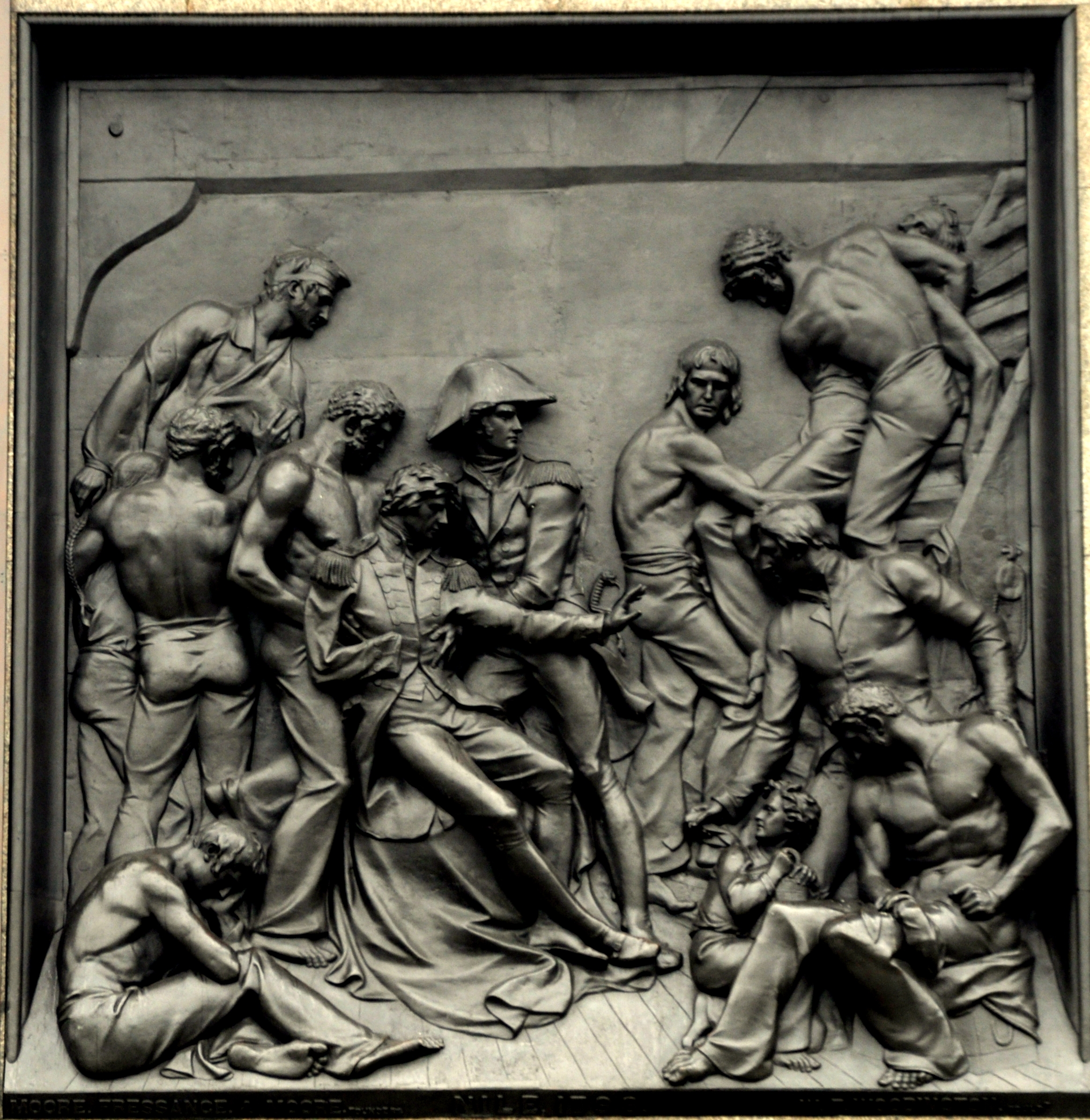
لوح معركة النيل لويليام ف. وودنجتون، النقش البارز على الوجه الشمالي للقاعدة
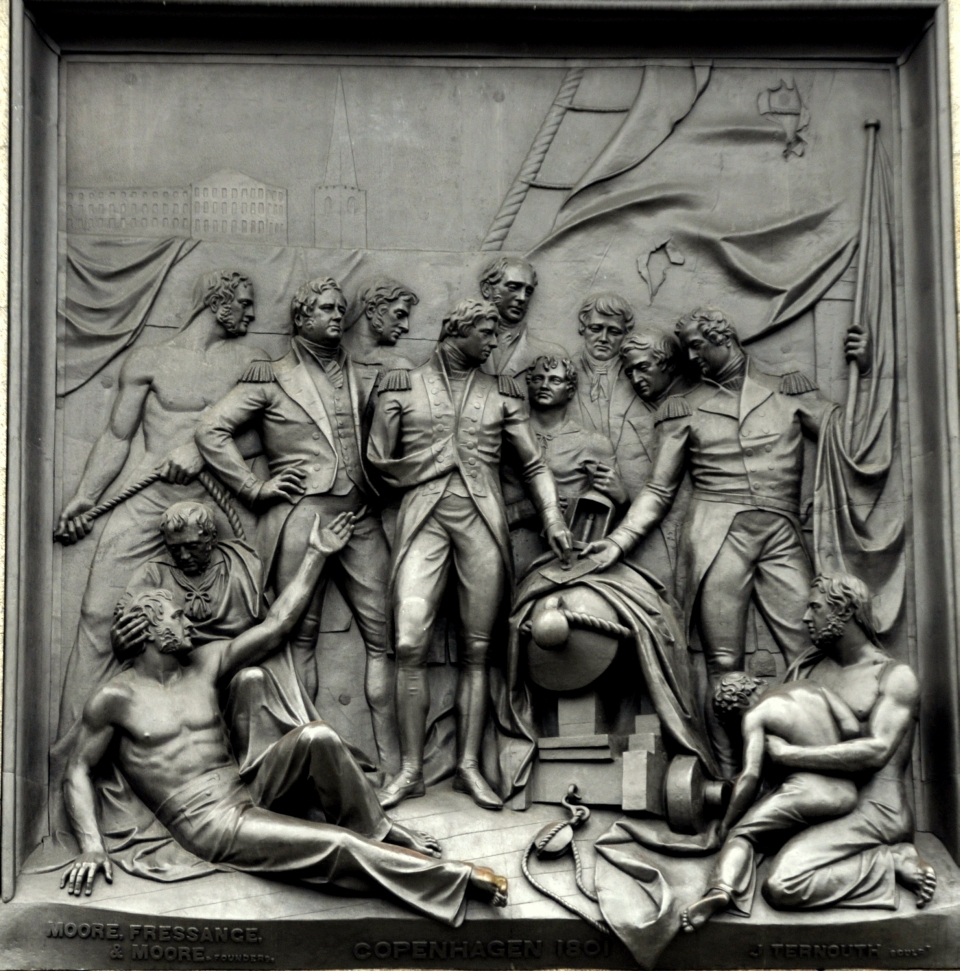
لوح معركة كوبنهاجن لجون تيرنوث، النقش البارز على الوجه الشرقي للقاعدة
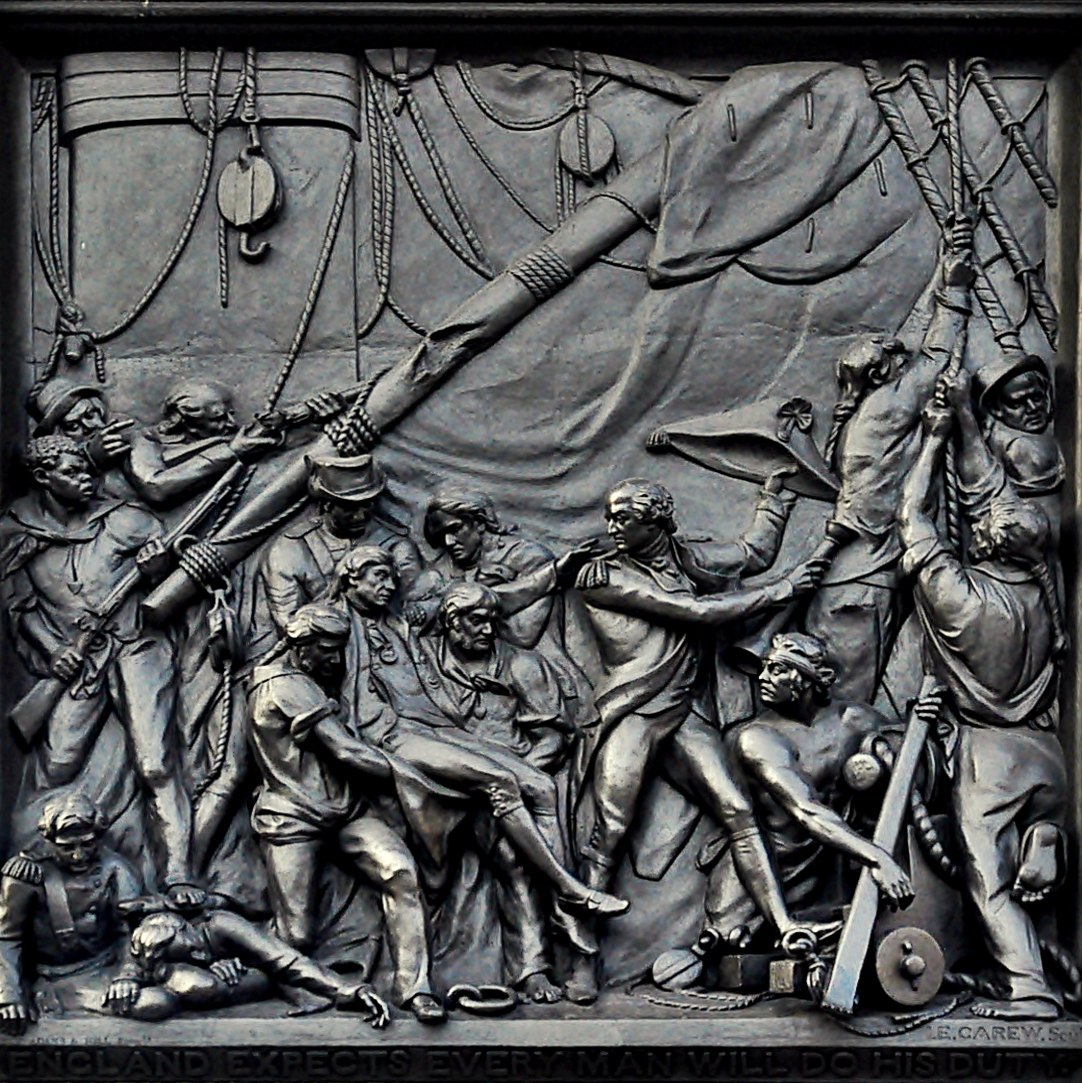
لوح وفاة نيلسون في ترافالغار لجون إدوارد كارو، النقش البارز على الوجه الجنوبي للقاعدة
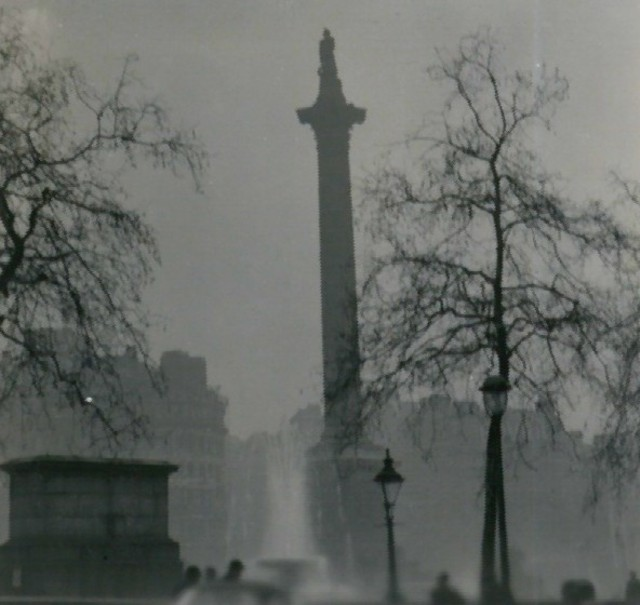
العمود أثناء الضبخان العظيم عام 1952
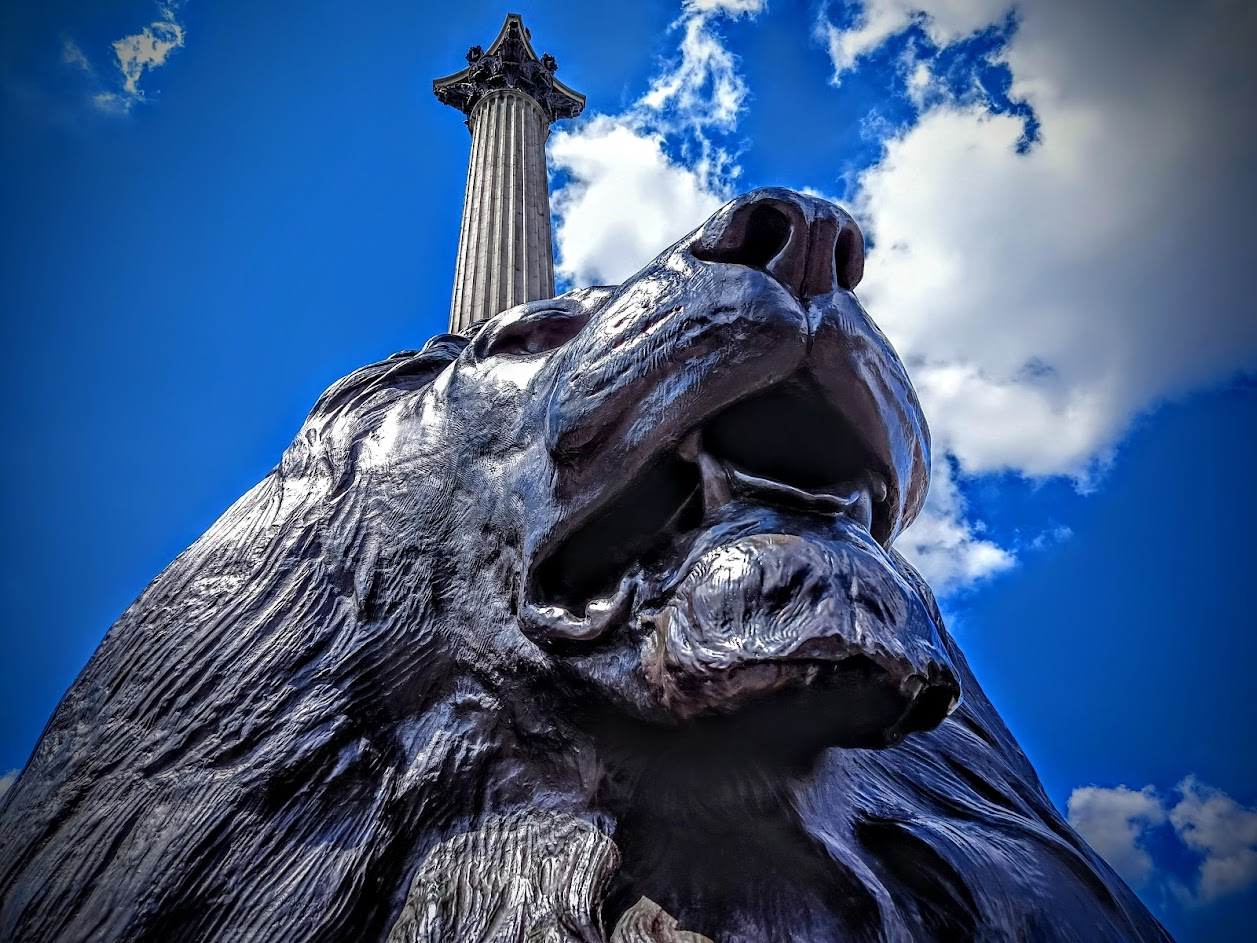
أحد أسود لاندسير مع العمود خلفه، يونيو 2021